# The Best Years of Our Lives
The Best Years of Our Lives (bra: Os Melhores Anos de Nossas Vidas; prt: Os Melhores Anos da Nossa Vida, ou Os Melhores Anos das Nossas Vidas) é um filme norte-americano de 1946, do gênero drama de guerra, dirigido por William Wyler, com roteiro de Robert E. Sherwood baseado no romance Glory for Me, de MacKinlay Kantor.
O produtor Samuel Goldwyn se inspirou para a realização do filme após ler um artigo na revista Time de 7 de agosto de 1944, sobre as dificuldades para se readaptarem à vida civil, enfrentadas por veteranos que retornavam ao lar com o término da Guerra. Então ele contratou o ex-correspondente de guerra MacKinlay Kantor para escrever o roteiro. O trabalho foi primeiramente publicado como romance, Glory for Me, escrito em verso branco.

## Elenco

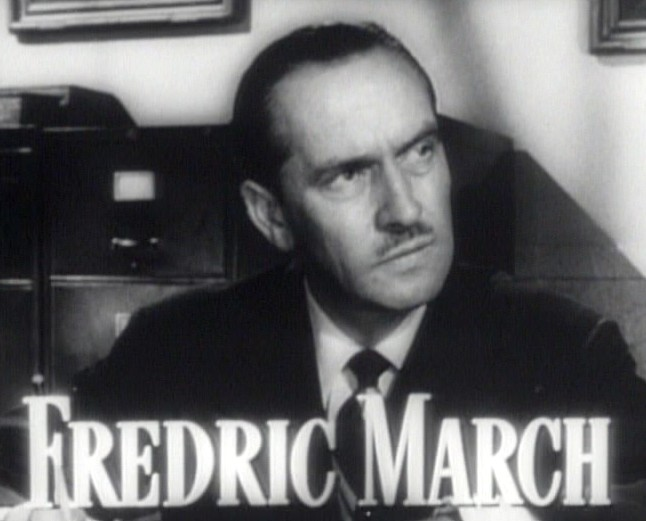
Fredric March como Al Stephenson
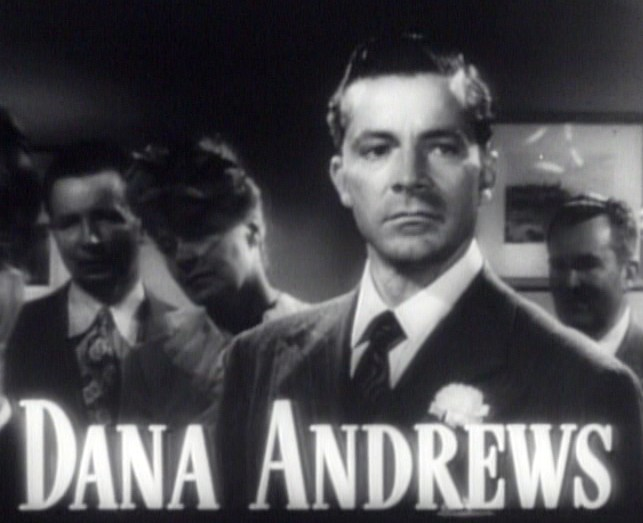
Dana Andrews como Fred Derry
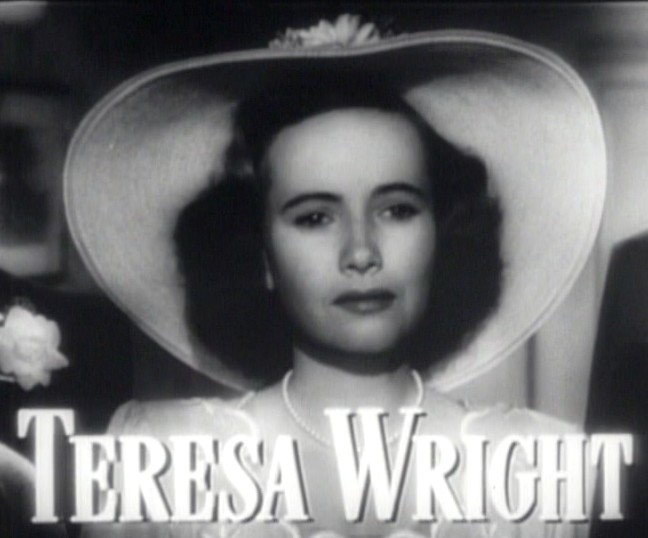
Teresa Wright como Peggy Stephenson
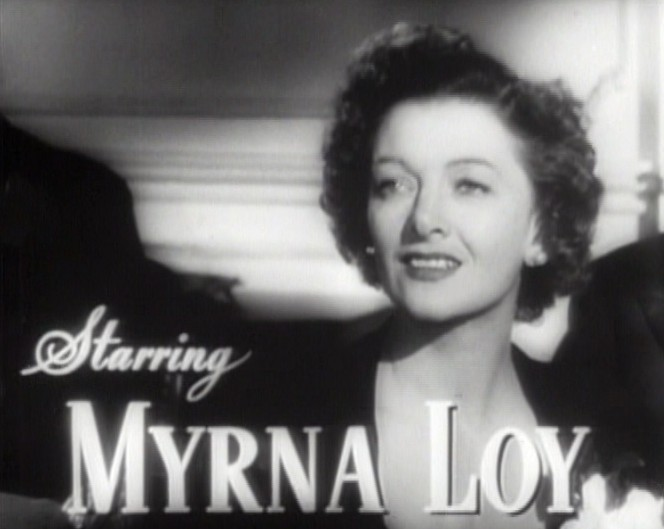
Myrna Loy como Milly Stephenson
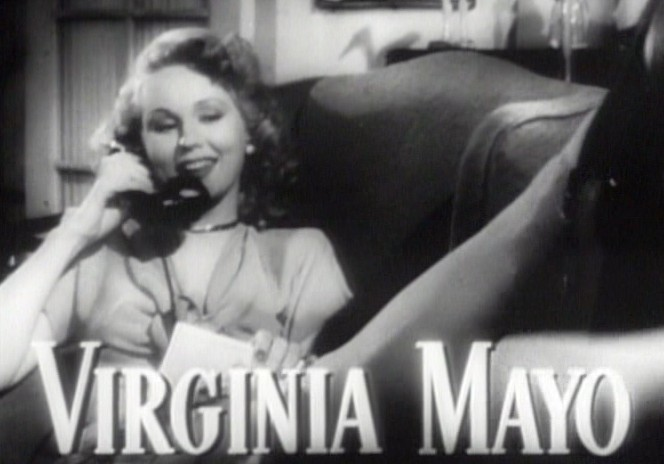
Virginia Mayo como Marie Derry
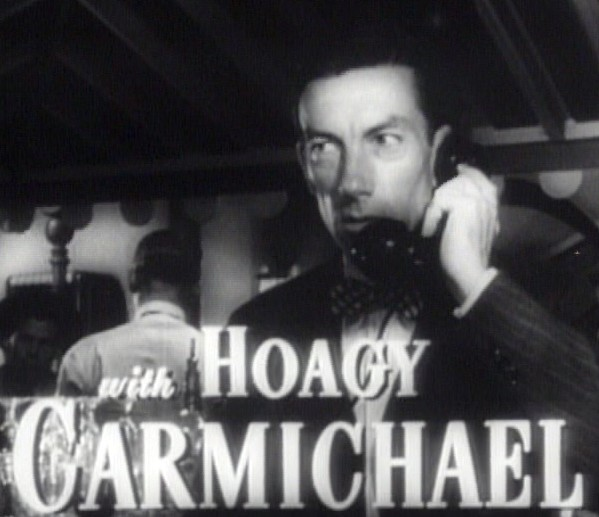
Hoagy Carmichael como Butch Engle

Outros
- Harold Russell como Homer Parish
- Cathy O'Donnell como Wilma Cameron
- Harold Miller	… Homem rico na boate (não creditado)
- Stuart Holmes … Convidado do casamento (não creditado)

## Sinopse
Após a Segunda Guerra Mundial, Fred Derry, Homer Parrish e Al Stephenson se encontram num voo em avião militar para Boone City (cidade fictícia). Fred é um condecorado capitão da Força Aérea, Homer é um marinheiro que perdeu as duas mãos após seu navio ser atacado e que foram substituídas por próteses mecânicas de duplo gancho e Al serviu na Infantaria do Exército como sargento de pelotão no Pacífico.
Na vida civil, Al é banqueiro que mora num apartamento confortável com a esposa Milly e os filhos adultos Peggy e Rob. Ele volta ao antigo emprego e passa a ser o responsável pelo departamento de empréstimos direcionados a veteranos como ele. Já Fred não queria voltar a ser balconista de loja mas não consegue melhor colocação e acaba aceitando. Ele se casara com Marie vinte dias antes de partir para a Guerra e fica decepcionado quando sabe que a esposa trabalhou em bares noturnos enquanto esteve fora. Ao mesmo tempo, se sente atraído por Peggy, filha de Al.
Homer era um ex-jogador de futebol americano e estava noivo de sua vizinha, Wilma. Apesar da moça continuar  gostando dele e aceitando se casar, Homer reluta em assumir o compromisso temendo que ela na verde sinta apenas  piedade por ele.

## Principais prêmios e indicações
| Prêmio             | Categoria               | Recipiente         | Resultado                 |
| ------------------ | ----------------------- | ------------------ | ------------------------- |
| Oscar 1947         | Melhor filme            |                    | Venceu                    |
| Oscar 1947         | Melhor direção          | William Wyler      | Venceu                    |
| Oscar 1947         | melhor ator             | Fredric March      | Venceu                    |
| Oscar 1947         | Melhor ator coadjuvante | Harold Russell     | Venceu                    |
| Oscar 1947         | Melhor edição           |                    | Venceu                    |
| Oscar 1947         | Melhor roteiro          | Robert E. Sherwood | Venceu                    |
| Oscar 1947         | Melhor som              |                    | Indicado                  |
| Oscar 1947         | Melhor trilha sonora    | Hugo Friedhofer    | Venceu                    |
| BAFTA 1948         | Melhor filme            |                    | Venceu[carece de fontes?] |
| Globo de Ouro 1947 | Melhor filme - drama    |                    | Venceu                    |
| Globo de Ouro 1947 | Melhor ator - drama     | Harold Russell     | Venceu                    |